# جونوسنو
جونوسنو، (بالإنجليزية: Gonnosnò)‏، (سردينيا: )، هي بلدية في مقاطعة أوريستانو، في إقليم سردينيا الإيطالي، وتقع على بعد حوالي 60 كم (37 ميل) شمال غرب كالياري، وحوالي 30 كم (19 ميل) جنوب شرق أوريستانو.

## السكان
في سنة 1861 بلغ عدد السكان 711 نسمة، وتطور العدد ليصل في سنة 2011 لـ 800 نسمة.
يظهر هذا المخطط البياني تطور النمو السكاني لـ جونوسنو